# Psychotria magnifolia
Psychotria magnifolia är en måreväxtart som beskrevs av Elmer Drew Merrill. Psychotria magnifolia ingår i släktet Psychotria och familjen måreväxter. Inga underarter finns listade i Catalogue of Life.